# آرتور اف. برنز
آرتور فرانک برنز(۲۷ اوت ۱۹۰۴–۲۶ ژوئن ۱۹۸۷) اقتصاددانی آمریکایی بود. متناوباً در دوران شغلیش گاهی در دانشگاه و گاهی نیز در دولت پست‌هایی داشت. بین سال‌های ۱۹۲۷ تا دهه ۷۰ در دانشگاه‌های راتگرز و کلمبیا و همچنین دفتر ملی پژوهش اقتصادی آمریکا به تدریس و تحقیق اشتغال داشت.
بین سال‌های ۱۹۵۳ تا ۱۹۵۶ در زمان ریاست جمهوری دوایت آیزنهاور ریاست شورای مشاوران اقتصادی را بر عهده داشت. در ۱۹۵۳ عنوان کرد که «هدف غایی اقتصاد ایالات متحده آمریکا تولید کالاهای مصرفی بیشتر است». در سال ۱۹۶۹ به عنوان مشاور ریچارد نیکسون منصوب شد. او ریاست بانک مرکزی آمریکا را بین سال‌های ۱۹۷۰ تا ۱۹۷۸ بر عهده داشت. سپس بین سال‌های ۱۹۸۱ تا ۱۹۸۵ سفیر آمریکا در آلمان غربی شد. آرتور فرانک برنز در ۲۶ ژوئن ۱۹۸۷ و در سن ۸۳ سالگی در بیمارستان جانز هاپکینز چشم از دنیا فروبست.